# Fjärde söndagen i påsktiden
Fjärde söndagen i påsktiden är sedan 2003 års evangeliebok namnet på Tredje söndagen efter påsk, och har underrubriken Jubilate från inledningsordet i det medeltida introitus.
Den infaller 21 dagar efter påskdagen. Den liturgiska färgen är vit.
Temat för dagens bibeltexter enligt evangelieboken är Vägen till livet:, och en välkänd text är den ur kristendomens synvinkel centrala text där Jesus säger: 
Jag är vägen, sanningen och livet. Ingen kommer till Fadern utom genom mig.

## Svenska kyrkan

### Texter
Söndagens tema enligt 2003 års evangeliebok är Vägen till livet. De bibeltexter som används för att belysa dagens tema är:
| Första årgången                                                   | Andra årgången                                                                       | Tredje årgången                                                                        | Psaltarpsalm      |
| Jesaja 54:7-10 Hebreerbrevet 13:12-16 Johannesevangeliet 16:16-22 | Jesus Syraks vishet 28:3-7 Andra Korinthierbrevet 4:16-18 Johannesevangeliet 14:1-14 | Andra Moseboken 13:20-22 Första Thessalonikerbrevet 5:9-11 Johannesevangeliet 13:31-35 | Psaltaren 147:1-7 |